# Ciało (formalnie) rzeczywiste
Ciało (formalnie) rzeczywiste – ciało {\displaystyle K,} w którym zachodzi
{\displaystyle a_{1}^{2}+\ldots +a_{n}^{2}=0\Rightarrow a_{1}=\ldots =a_{n}=0\quad {\text{dla}}\quad a_{i}\in K,}
czyli, jeśli suma kwadratów elementów z ciała wynosi zero, to każdy z tych elementów musi być równy zero.
Powyższy warunek jest równoważny każdej z dwóch poniższych własności:
- {\displaystyle -1\in K} nie jest sumą kwadratów w {\displaystyle K,}
- ciało {\displaystyle K} może być liniowo uporządkowane.

Ciało, które nie jest formalnie rzeczywiste, nazywamy nierzeczywistym.
Ciało rzeczywiście domknięte to ciało {\displaystyle K} spełniające którykolwiek z następujących równoważnych warunków:
1. {\displaystyle K} jest ciałem formalnie rzeczywistym, które nie ma rozszerzenia algebraicznego będącego ciałem (formalnie) rzeczywistym.
2. Istnieje porządek liniowy ≤ taki, że {\displaystyle (K,\leqslant )} jest ciałem uporządkowanym, w którym każdy element dodatni ma pierwiastek kwadratowy w {\displaystyle K,} i każdy wielomian nieparzystego stopnia o współczynnikach z {\displaystyle K} ma pierwiastek w {\displaystyle K.}
3. Istnieje porządek liniowy {\displaystyle \leqslant } taki, że {\displaystyle (K,\leqslant )} jest euklidesowym ciałem uporządkowanym i każdy wielomian nieparzystego stopnia o współczynnikach z {\displaystyle K} ma pierwiastek w {\displaystyle K.}
4. Element {\displaystyle -1} nie jest kwadratem w {\displaystyle K,} a ciało {\displaystyle K({\sqrt {-1}})} jest algebraicznie domknięte.

Teorię ciał formalnie rzeczywistych i ciał uporządkowanych z wykorzystaniem istnienia domknięć rzeczywistych stworzyli E. Artin i O. Schreier w latach 1926–1927, dowodząc między innymi, że:
1. Każde ciało formalnie rzeczywiste ma rozszerzenie algebraiczne, które jest rzeczywiście domknięte (nazywane jego domknięciem rzeczywistym).
2. Każde ciało uporządkowane ma rzeczywiste domknięcie, które wyznacza w nim dany jego porządek.
3. Jeśli ciało algebraicznie domknięte {\displaystyle C} jest właściwym skończonym rozszerzeniem ciała {\displaystyle K,} to ciało {\displaystyle K} jest rzeczywiście domknięte i {\displaystyle C=K({\sqrt {-1}}).}

Artin wykorzystał te wyniki do rozwiązania 17. problemu Hilberta.